# Нирхоф, Ансгар
Ансгар Нирхоф (нем. Ansgar Nierhoff, 1 октября 1941, Мешеде — 2 августа 2010, Кёльн) — немецкий скульптор, работавший преимущественно со сталью. Был одним из первых скульпторов, создававших свои произведения из этого металла.

## Жизнь и творчество
К 1960 году А.Нирхоф заканчивает своё профессиональное образование каменщика. Затем до 1969 года учится в дюссельдорфской Академии искусств в классе Норберта Крике. В 1965 году скульптор переезжает в Кёльн, где живёт и работает вплоть до своей смерти.
В 1977 году А.Нирхоф принимает участие в международной выставке современного искусства documenta 6 в Касселе. В 1983 году он приезжает в Нью-Йорк, где работает некоторое время в мастерской Джорджа Рики. В 1986 году Нирхоф становится профессором Высшей школы Касселя. В 1988—2008 он — профессор университета Иоганна Гутенберга в Майнце.
Выставки работ А.Нирхофа с успехом проходили в художественных музеях Берлина, Вены, Кёльна, Бонна, Дуйсбурга, Аахена, Ульма, Эссена, Веймара и других городов.

## Награды
- 1968: поощрительная премия земли Северный Рейн-Вестфалия
- 1971: премия Вильгельма Лембрука города Дуйсбург
- 2000: премия Августа Маке

## Галерея

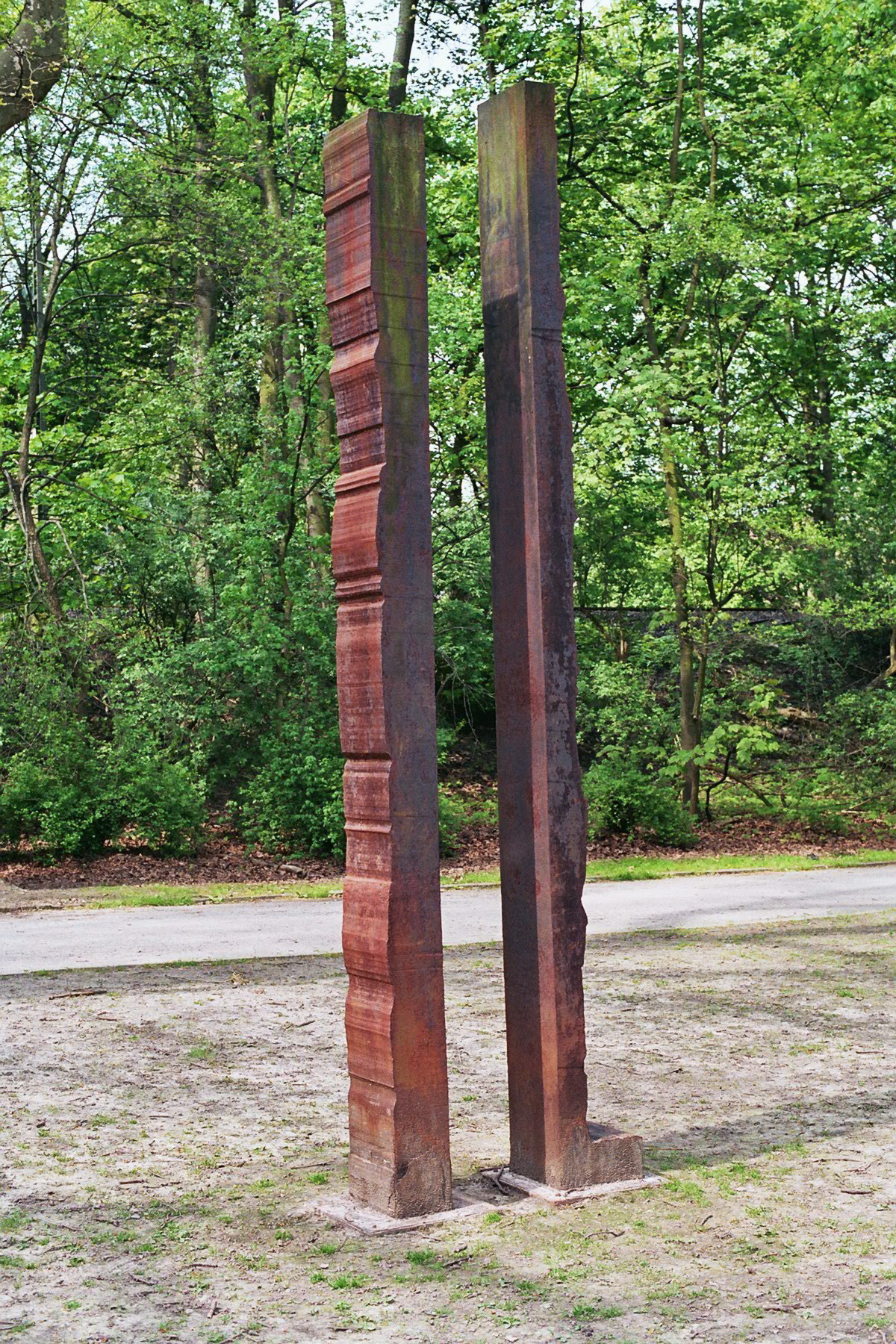
„Пара“ (1988)
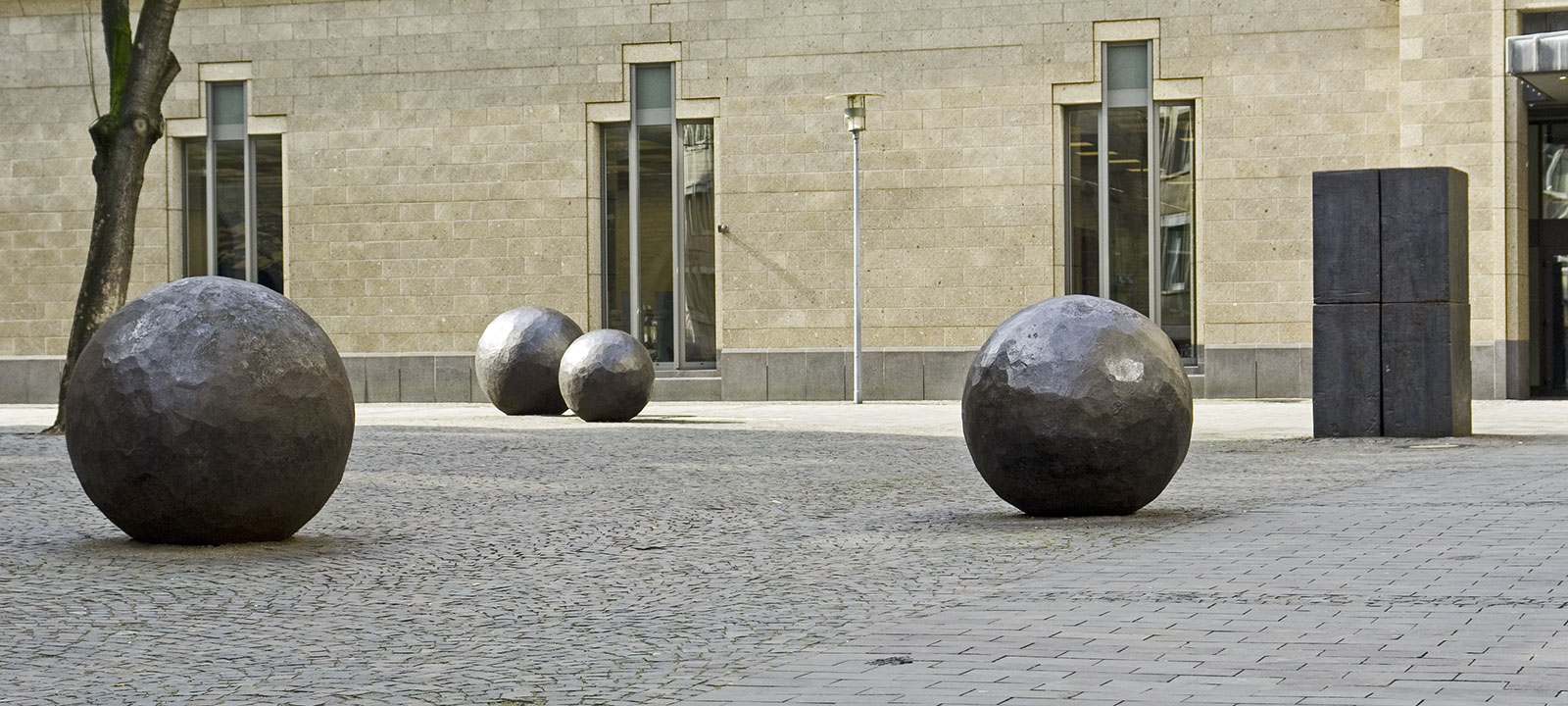
„Просвет в Одном“ (1992)
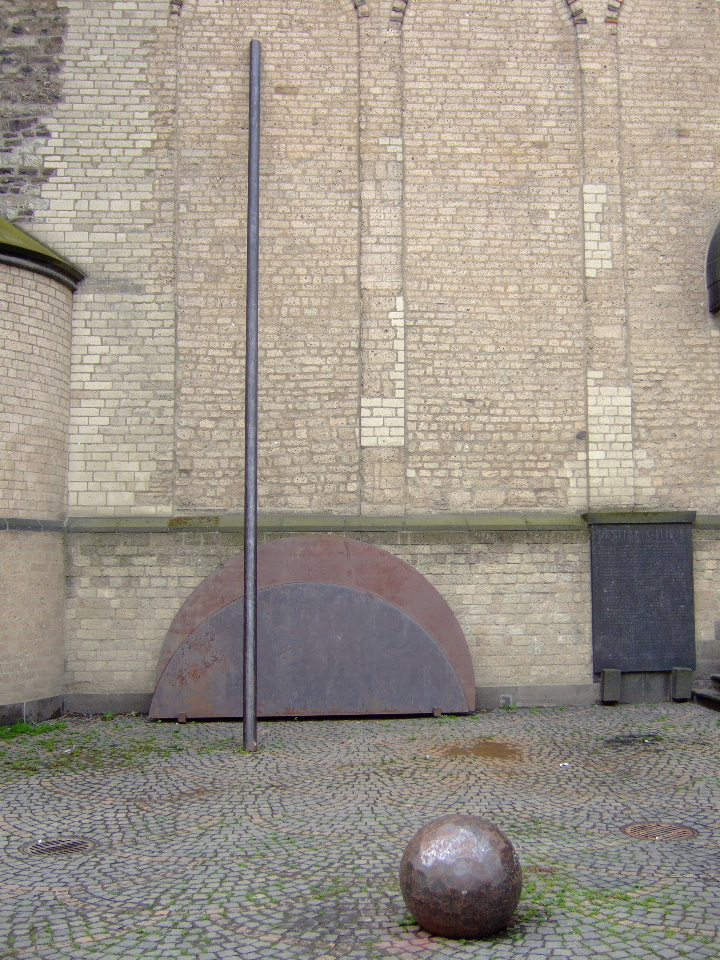
„Выравнивание после обрушения“ (1993)
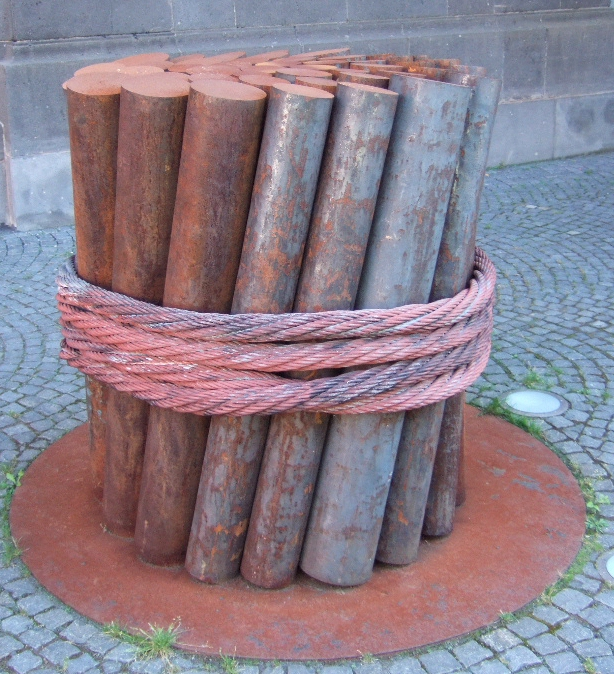
„Смена“ (2003)